# Philonotis spongiosa
Philonotis spongiosa är en bladmossart som beskrevs av Gepp in Hiern 1901. Philonotis spongiosa ingår i släktet källmossor, och familjen Bartramiaceae. Inga underarter finns listade i Catalogue of Life.